# Altis
Altis – pochodząca z mitologii greckiej nazwa świętego gaju w Olimpii, miejsca postawienia świątyni Zeusa ze słynnym posągiem tego boga wyrzeźbionym przez Fidiasza.
Zobacz też: siedem cudów świata.